# Yoricostio
Yoricostio es una localidad del estado mexicano de Michoacán. Es parte del municipio de Tacámbaro.

## Historia
Yoricostio fue fundada en 1947 bajo el nombre de La Villita. El 2 de diciembre de 1967 la localidad fue elevada al grado de tenencia del municipio de Tecámbaro.

## Demografía
| Gráfica de evolución demográfica |
|                                  |

| Censo | Población |
| ----- | --------- |
| 1950  | 86        |
| 1960  | 132       |
| 1970  | 640       |
| 1980  | 378       |
| 1990  | 1002      |
| 2000  | 1050      |
| 2010  | 972       |
| 2020  | 1180      |